# Mosquée Ertuğrul Gazi
La Mosquée Ertuğrul Gazi est un lieu de culte musulman sunnite situé à Achgabat, capitale du Turkménistan. 

## Historique
Inaugurée en 1998, elle doit son nom au père du sultan Osman Ier, fondateur de l'Empire ottoman. Empruntant ses formes à l'architecture traditionnelle ottomane (notamment à la mosquée bleue d'Istanbul), elle se distingue par un étagement de coupoles et demi-coupoles culminant en un dôme monumental. La salle de prières est éclairée par une série de vitraux. 
Quatre minarets effilés agrémentés chacun de trois balcons contribuent à alléger la structure, devenue un point de repère dans le paysage urbain d'Achgabat.
La mosquée à une capacité de 5 000 fidèles.